# Накахука (муниципалитет)
Накаху́ка (исп. Nacajuca) — муниципалитет в Мексике, в штате Табаско, с административным центром в одноимённом городе. Численность населения, по данным переписи 2020 года, составила 150 300 человек.

## Общие сведения
Название Nacajuca происходит от ацтекского Naca-shushu-can, что в переводе означает место бледнолицих.
Площадь муниципалитета равна 535,3 км², что составляет 2,2 % от общей площади штата, а наиболее высоко расположенное поселение Самарканда находится на высоте 15 метров.
Он граничит с другими муниципалитетами штата Табаско: на севере с Сентлой, на юге и востоке с Сентро, на западе с Кундуаканом и Хальпа-де-Мендесом.

## Учреждение и состав
Муниципалитет был образован 18 декабря 1883 года, по данным 2020 года в его состав входит 76 населённых пунктов, самые крупные из которых:
| Код INEGI                  | Населённый пункт                                                                  | Численность населения (2005 год) | Численность населения (2010 год) | Численность населения (2020 год) |
| -------------------------- | --------------------------------------------------------------------------------- | -------------------------------- | -------------------------------- | -------------------------------- |
| 013                        | Всего                                                                             | 86105                            | 115066                           | 150300                           |
| 0088                       | Помока (исп. Pomoca) 18°03′04″ с. ш. 92°55′53″ з. д.                              | —                                | 10864                            | 31592                            |
| 0001                       | Накахука (исп. Nacajuca) 18°10′08″ с. ш. 93°01′12″ з. д. (административный центр) | 9410                             | 11289                            | 10956                            |
| 0062                       | Боске-де-Салоя (исп. Bosque de Saloya) 18°01′04″ с. ш. 92°57′27″ з. д.            | 8333                             | 8600                             | 9160                             |
| 0069                       | Ла-Сельва (исп. La Selva) 18°01′24″ с. ш. 92°57′50″ з. д.                         | 6723                             | 7690                             | 7755                             |
| 0006                       | Эль-Седро (исп. El Cedro) 18°02′34″ с. ш. 92°56′31″ з. д.                         | 2640                             | 3805                             | 6165                             |
| 0017                       | Ломитас (исп. Lomitas) 18°03′52″ с. ш. 92°57′40″ з. д.                            | 3951                             | 4347                             | 5473                             |
| 0025                       | Салоя-2 (исп. Saloya 2da. Sección) 18°03′12″ с. ш. 92°56′12″ з. д.                | 1871                             | 3595                             | 5448                             |
| 0013                       | Гуатакалька (исп. Guatacalca) 18°09′59″ с. ш. 92°58′41″ з. д.                     | 3138                             | 3585                             | 4036                             |
| 0016                       | Либертад (исп. Libertad) 18°01′18″ с. ш. 92°57′18″ з. д.                          | 3628                             | 3669                             | 3843                             |
| 0063                       | Тапоцинго (исп. Tapotzingo) 18°10′02″ с. ш. 92°54′17″ з. д.                       | 2535                             | 2890                             | 3302                             |
| —                          | Прочие                                                                            | 43876                            | 54732                            | 62570                            |
| Названия на карте Генштаба |                                                                                   |                                  |                                  |                                  |

## Экономическая деятельность
По статистическим данным 2000 года, работоспособное население занято по секторам экономики в следующих пропорциях:
- сельское хозяйство, животноводство и рыбная ловля — 24,9 %;
- промышленность и строительство — 22,1 %;
- торговля, сферы услуг и туризма — 50,1 %;
- безработные — 2,9 %.

Муниципалитет занимается выращиванием кукурузы и бобов, а также разведением крупного рогатого скота, свиней, овец, лошадей и птицы. Также существует несколько хозяйств по разведению рыбы и черепах.
В производственной сфере работают несколько фабрик по производству мебели, коричневого сахара, хлеба, веников и одежды.
Торговля развита плохо, существует несколько продуктовых и бакалейных магазинов.

## Инфраструктура
По статистическим данным 2020 года, инфраструктура развита следующим образом:
- электрификация: 99,5 %;
- водоснабжение: 84,1 %;
- водоотведение: 98,5 %.

## Фотографии
Основными достопримечательностями в Накухуке являются расписные церкви, также можно приобщиться к местным ремёслам и кухне.

Накахука в кадре
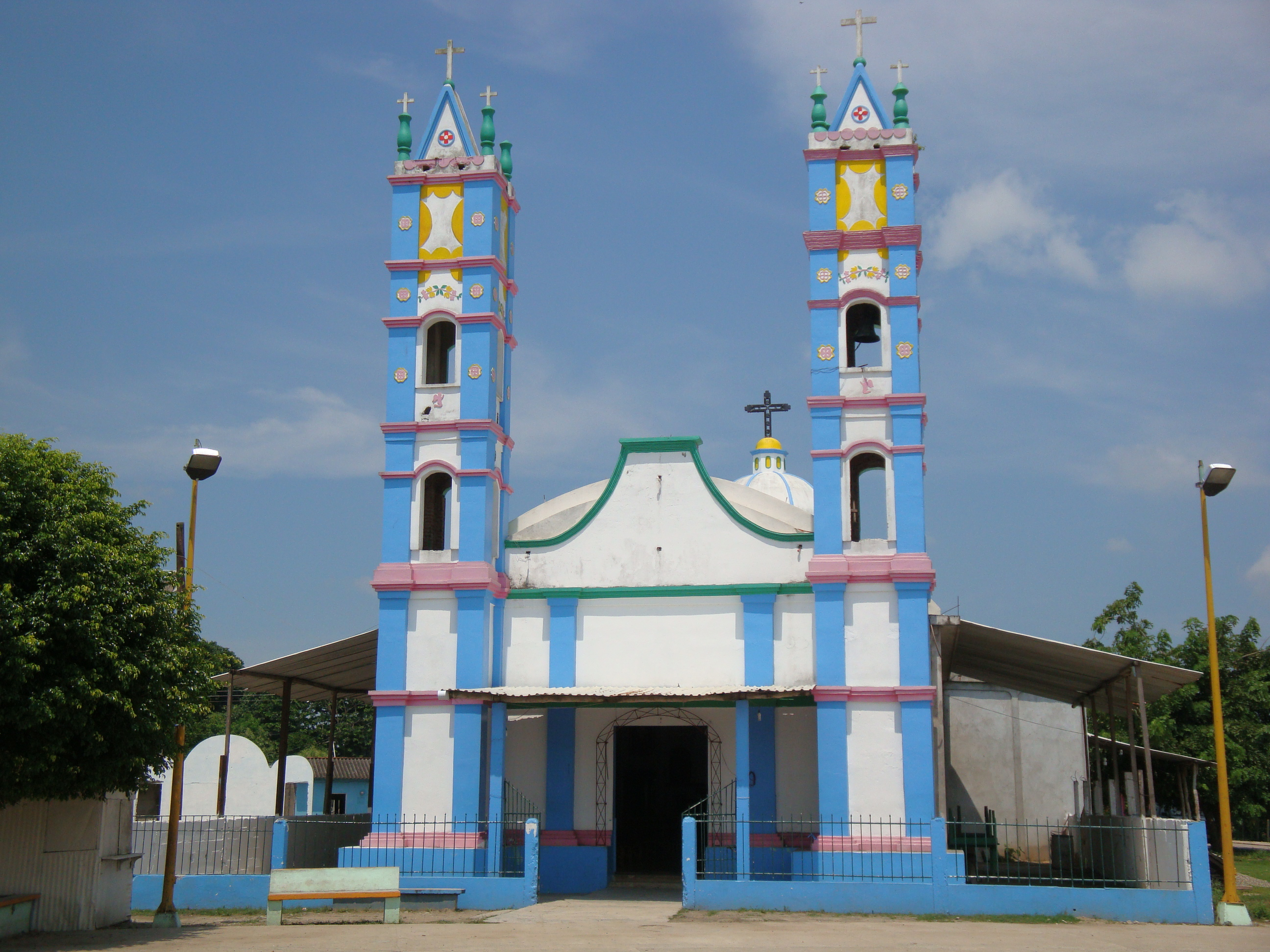
Церковь в Тукте
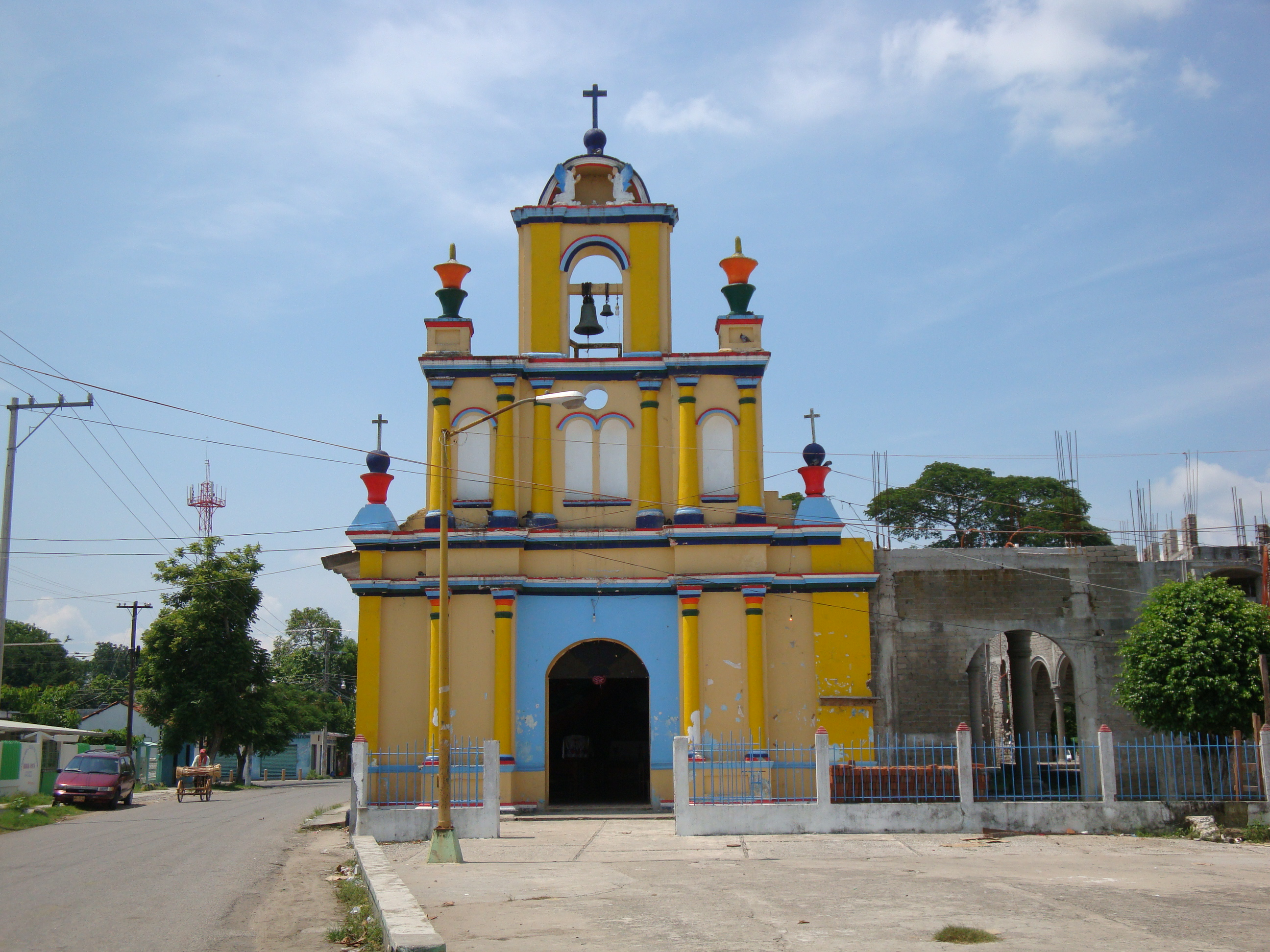
Церковь в Масатеупе
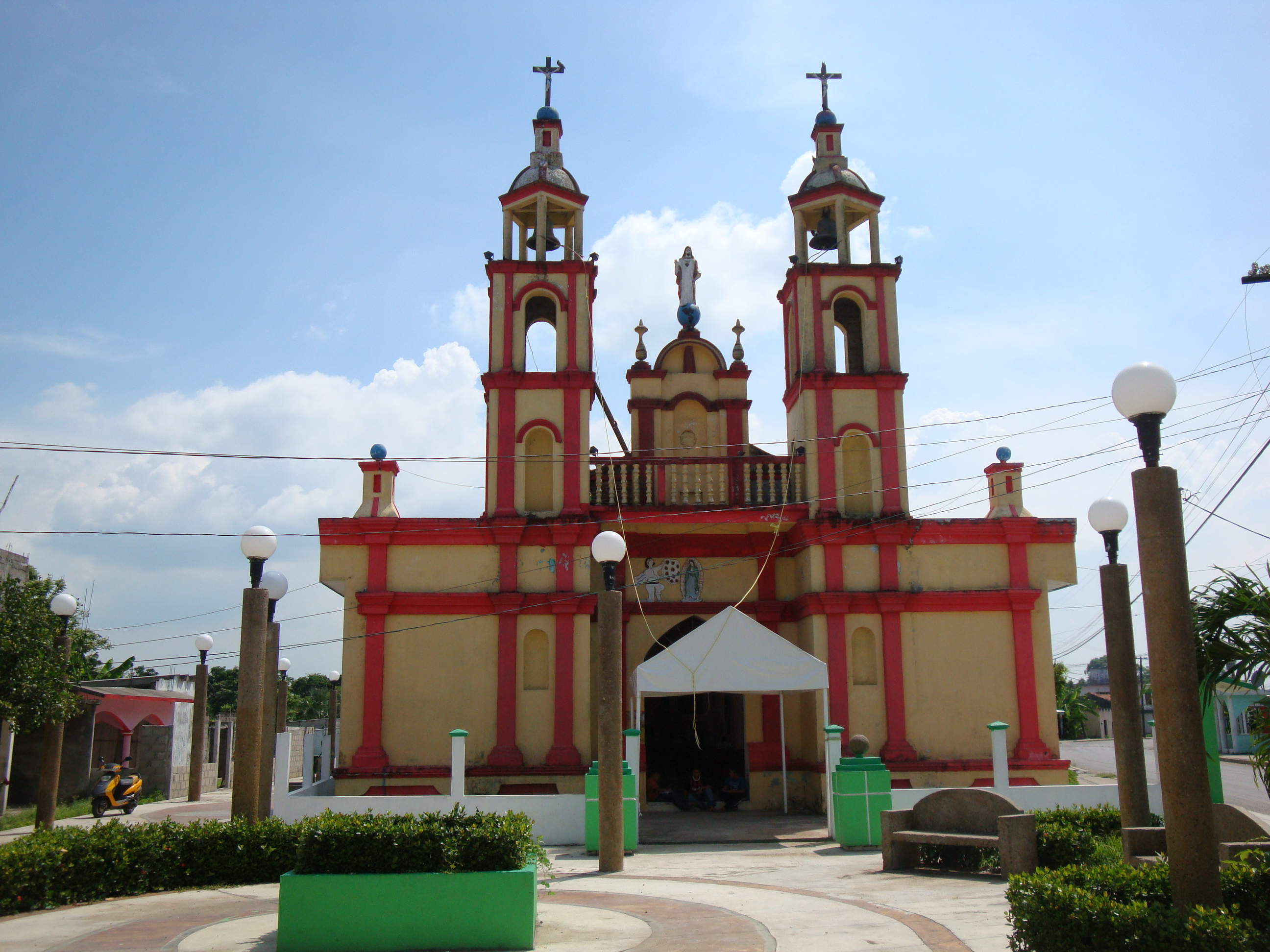
Церковь в Тапоцинго
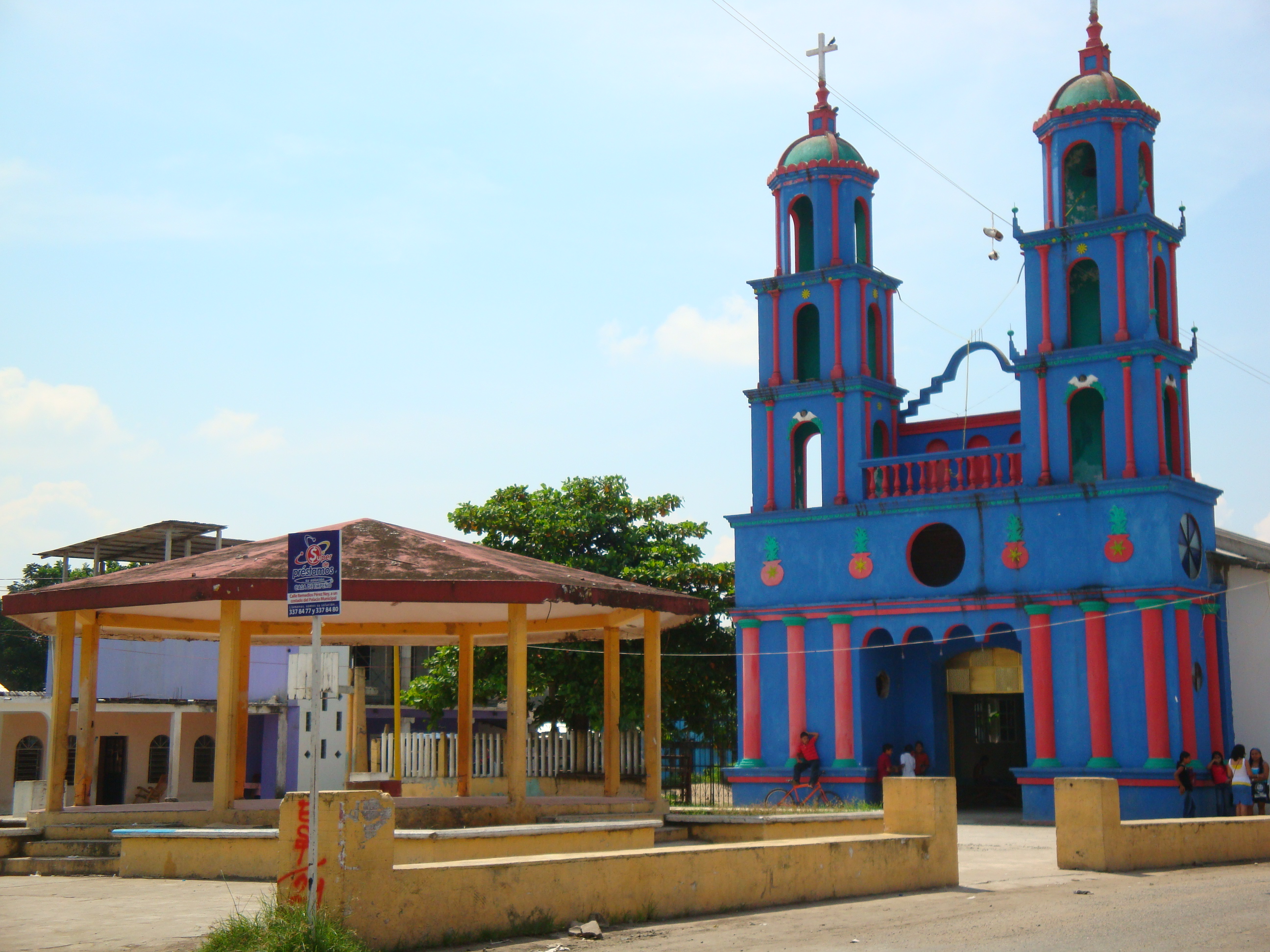
Церковь в Гуайтальпе
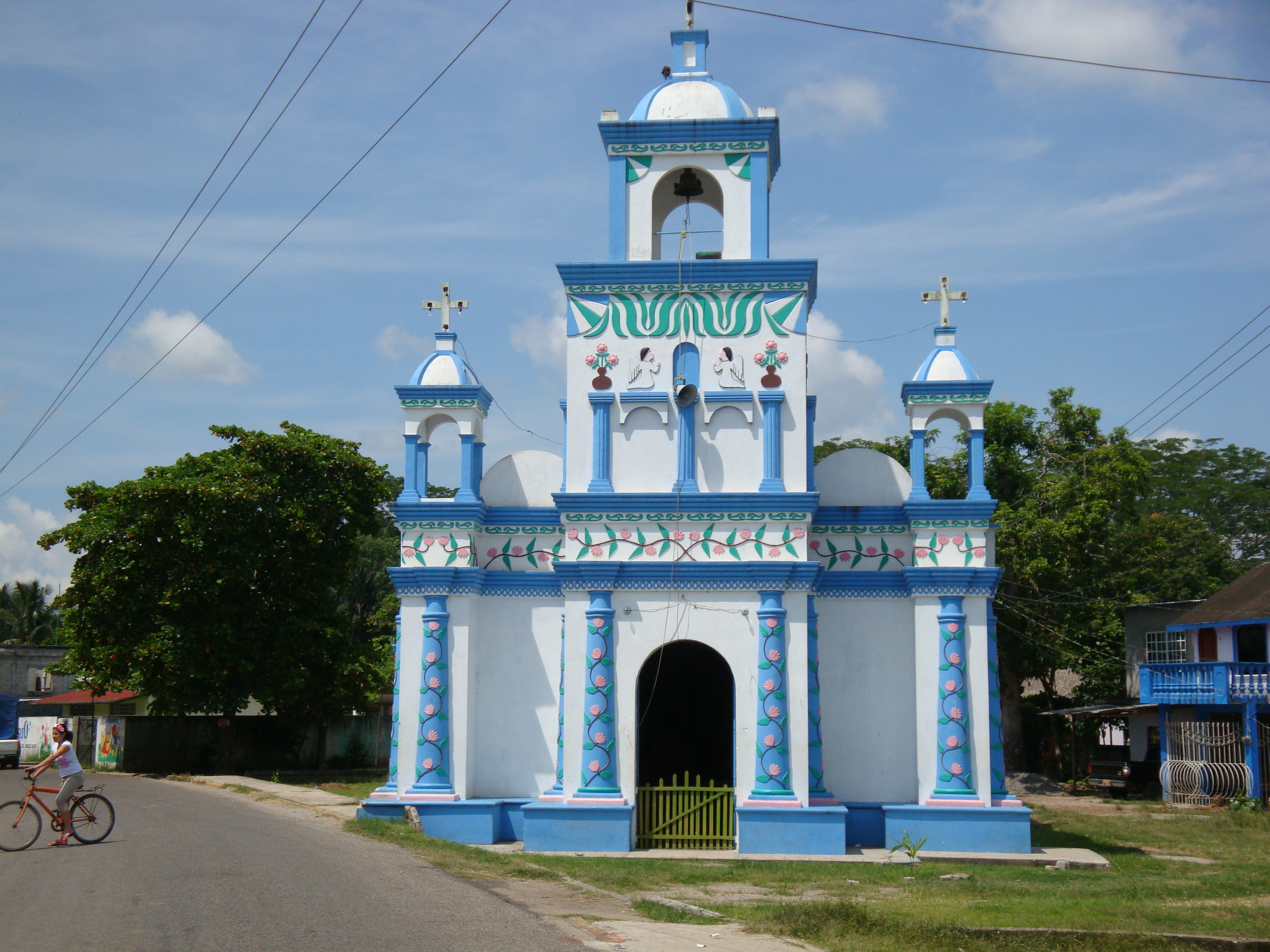
Церковь в Сан-Исидро
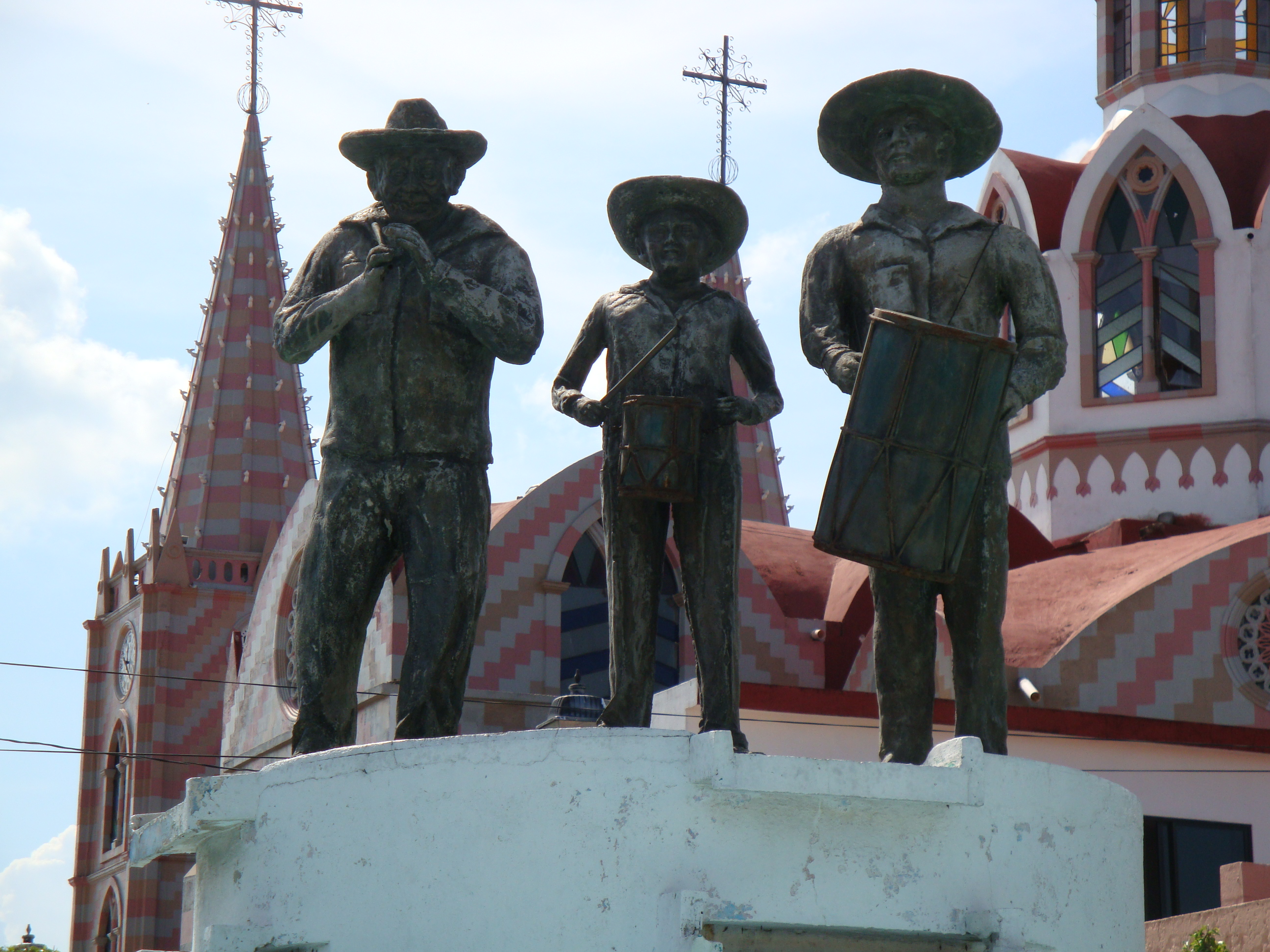
Монумент музыкантам в Накахуке
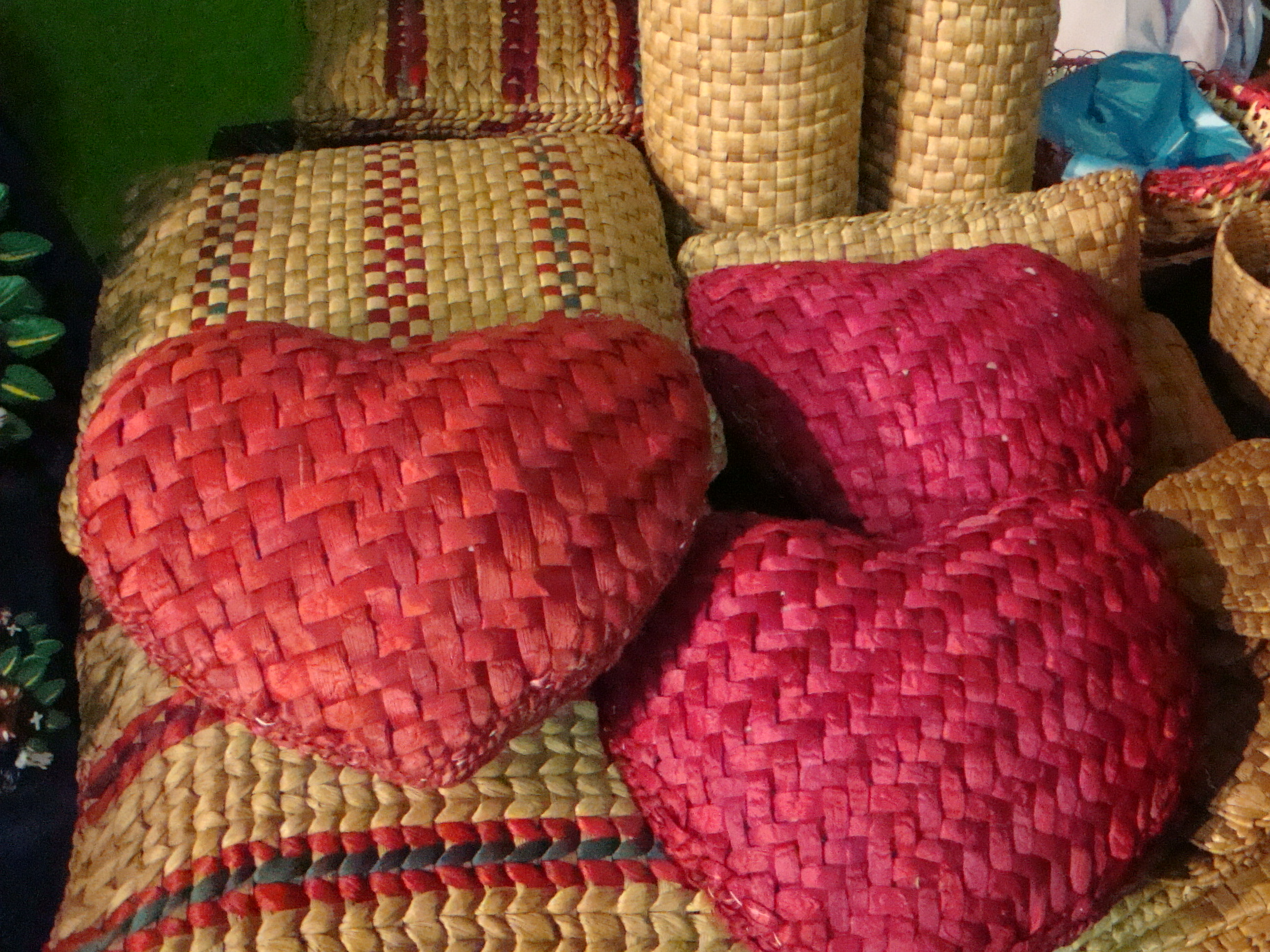
Подушки из волокна гиацинта
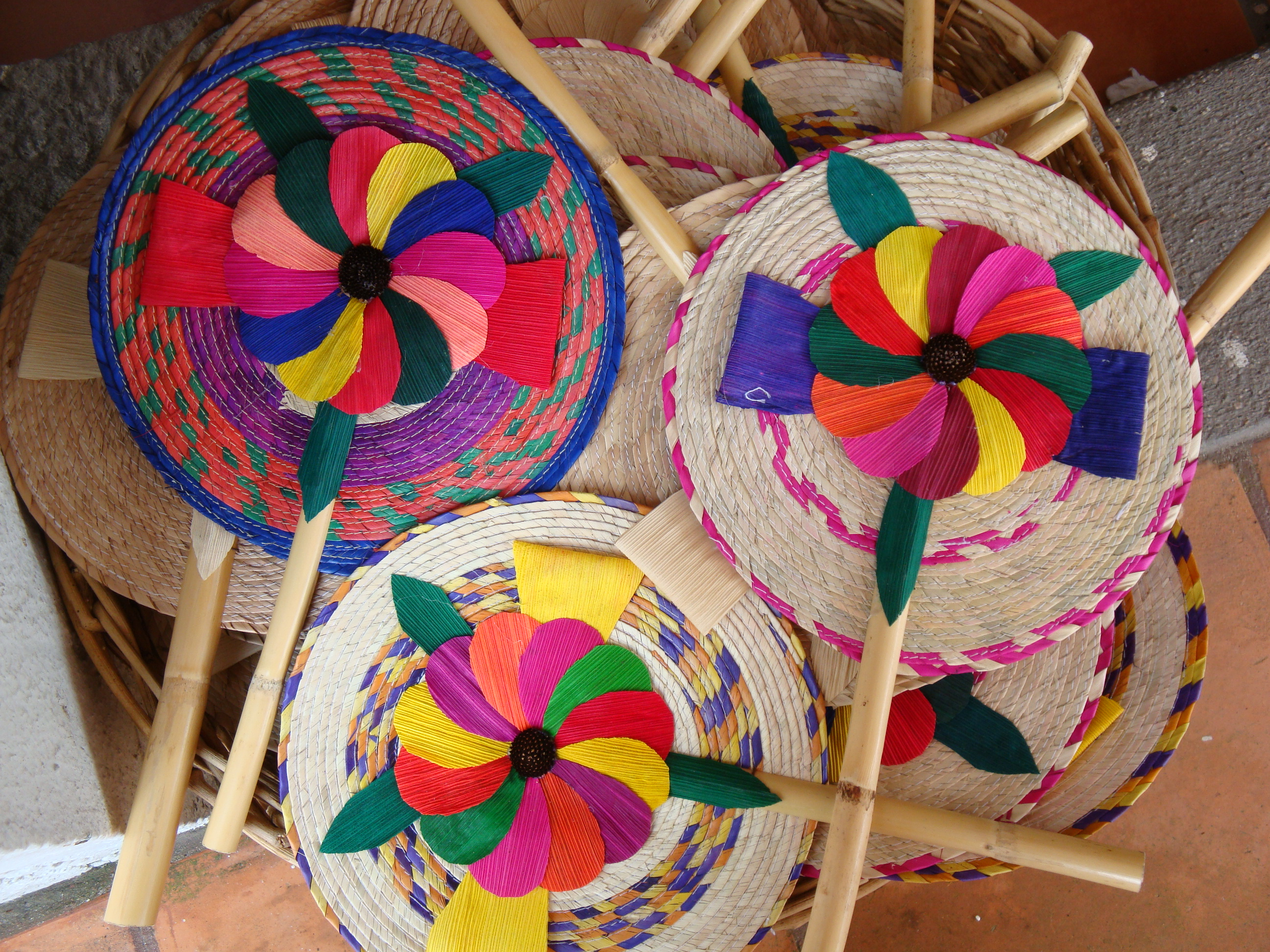
Плетёные гиацинтовые опахало
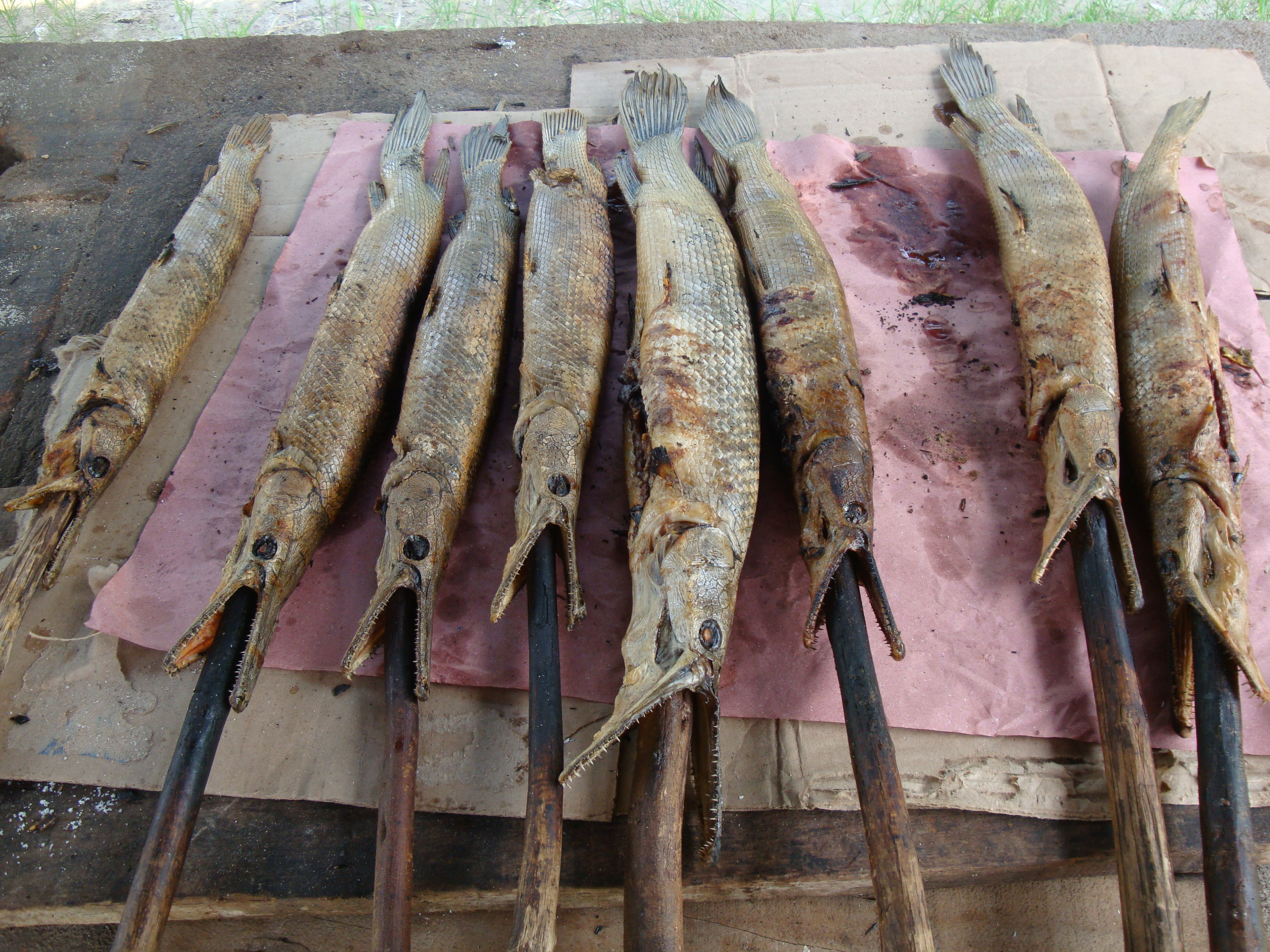
Жареные пехелагарты